# Vejle Atletikstadion
Vejle Atletikstadion ligger i Nørreskoven ved Vejle, og fungerer som atletikstadion, træningsbane for Vejle Boldklub og hjemmebane for Triangle Razorbacks der spiller amerikansk fodbold.

## Billeder af Vejle Atletikstadion
- Banen og tribunen på Vejle Atletikstadion
- Måltavle, løbebane og endetribune på Vejle Atletikstadion
- Ståtribune og klubhus på Vejle Atletikstadion
- Vejle Atletikstadion
- Måltavle på Vejle Atletikstadion. Gave fra DBU til Vejle Boldklub da klubben fyldte 100 år. Måltavlen kom fra Idrætsparken i København
- Vejle Atletikstadion
- "Blok D" på Vejle Atletikstadion. Det tidligere fanafsnit på stadion da Vejle Boldklub havde hjemmebane. Fanklubben The Crazy Reds havde hjemme her.

| Sport | Spire Denne artikel om sport er en spire som bør udbygges. Du er velkommen til at hjælpe Wikipedia ved at udvide den. |

55°42′51.67″N 9°33′31.03″Ø / 55.7143528°N 9.5586194°Ø